# Christian Witt-Dörring
Christian Witt-Dörring (* 2. Jänner 1953 in Gmunden) ist ein ehemaliger österreichischer Skirennläufer. Sein größter Erfolg war der Gesamt- und Abfahrtssieg im Europacup 1974.

## Karriere
Witt-Dörring kam im Alter von zehn Jahren zum Ski Club Radstadt. Nachdem sich erste Erfolge bei Schülerrennen einstellten, wechselte er an das Skigymnasium in Stams. Ende der 1960er-Jahre wurde der Abfahrtsspezialist in den Kader des Österreichischen Skiverbandes aufgenommen. Erste große Erfolge im Europacup gelangen dem Salzburger in der Saison 1972/73. In der ersten Abfahrt von Les Menuires feierte er seinen ersten Sieg, in der Zweiten wurde er Dritter. Ein weiterer dritter Platz gelang ihm im Riesenslalom von Obertauern. Damit wurde er Sechster in der Abfahrtswertung und Zwölfter im Gesamtklassement. Die folgende Saison 1973/74 wurde zu seiner erfolgreichsten: Er gewann die Abfahrten von Avoriaz und Haus, wurde jeweils Zweiter in den beiden Abfahrten von La Foux d’Allos und belegte im Riesenslalom von Haus und in der zweiten Abfahrt von Avoriaz den dritten Platz. Damit feierte er einen überlegenen Sieg in der Abfahrtswertung und gewann auch die Gesamtwertung, jeweils vor seinem Teamkollegen Josef Loidl. Durch die Europacuperfolge kam Witt-Dörring auch zu wenigen Einsätzen im Weltcup, erreichte dort aber keine ansprechenden Resultate. In der Saison 1974/75 konnte Witt-Dörring nicht an seine Vorjahresergebnisse anschließen und kam nur in den beiden Abfahrten von Laax auf den dritten Rang. Nach dieser eher schwachen Saison beendete er im Alter von 22 Jahren seine sportliche Karriere.

## Erfolge im Europacup
- Saison 1972/73: 6. Abfahrtswertung
- Saison 1973/74: 1. Gesamtwertung, 1. Abfahrtswertung
- Saison 1974/75: 7. Abfahrtswertung

Insgesamt drei Siege (Abfahrten in Les Menuires 1973, Avoriaz 1974 und Haus 1974), 2× Zweiter, 6× Dritter